# Чубкова, Галина Петровна
Гали́на Петрои́вна Чубкова (род. 20 июня 1945, Царев, Сталинградская область) — российский социолог и политический деятель, депутат Государственной Думы ФС РФ первого созыва (1993—1995).

## Биография
Родилась в семье служащих, русская. Окончила школу в Молдавской ССР с медалью и Ленинградский государственный университет (1970), кандидат философских наук, доктор социологических наук, профессор.
В 1970—1971 работала младшим научным сотрудником Института Латинской Америки АН СССР. А 1971—1974 — ассистент кафедры философии Астраханского технологического института рыбной промышленности (АТИРП), в 1974—1977 — аспирант философского факультета МГУ (диссертация «Социальные взгляды прогрессивного аргентинского мыслителя Хосе Инхеньероса — предшественника научного социализма»), в 1977—1989 — заведующая кафедрой философии и социологии АТИРП, в 1989—1990 — докторант социологического факультета МГУ (тема докторской диссертации «Аргентинская „Социология развития“»), в 1991—1993 — заведующая кафедрой социологии и психологии АТИРП.
Избиралась первым секретарем Астраханского областного отделения Социалистической партии России.

### Депутат Государственного думы
Депутат Государственной Думы Федерального Собрания РФ первого созыва (1993—1995, избрана по списку «Женщин России», проиграв выборы в 62-м одномандатном округе), стала членом соответствующей фракции и председателем подкомитета по науке, культуре, образованию и гуманитарному
сотрудничеству комитета по международным делам.
Разрабатывала закон «Об охране окружающей среды, природных и биологических ресурсов Каспия».

### Дальнейшая деятельность
Консультант аппарата межпарламентской группы РФ с 1996.
28 апреля 2004 — подписан астраханского регионального отделения Русской партии, 29 октября 2015 — 2 января 2022 — учредитель РО Русской партии.
Вдова, имеет сына.